# Cylindromyia soror
Cylindromyia soror là một loài ruồi trong họ Tachinidae.